# Mistrzostwa Ameryki Środkowej i Karaibów w Lekkoatletyce 1983
9. Mistrzostwa Ameryki Środkowej i Karaibów w Lekkoatletyce – zawody lekkoatletyczne, które odbyły się w dniach 22-24 lipca 1983 w Hawanie.

## Rezultaty

### Mężczyźni
| Konkurencja                   | 1. miejsce                                                         | Wynik    | 2. miejsce                                                         | Wynik    | 3. miejsce                                                                     | Wynik    |
| ----------------------------- | ------------------------------------------------------------------ | -------- | ------------------------------------------------------------------ | -------- | ------------------------------------------------------------------------------ | -------- |
| Bieg na 100 m                 | Juan Núñez                                                         | 10,16    | Tomás González                                                     | 10,37    | Florencio Aguilar                                                              | 10,48    |
| Bieg na 200 m                 | Juan Núñez                                                         | 20,65    | Tomás González                                                     | 20,96    | Fabian Whymns                                                                  | 21,15    |
| Bieg na 400 m                 | Lázaro Martínez                                                    | 45,91    | Agustín Pavó                                                       | 46,74    | Edison Reyes                                                                   | 46,95    |
| Bieg na 800 m                 | Bárbaro Serrano                                                    | 1:47,67  | Oslen Barr                                                         | 1:48,25  | Hilario Barnet                                                                 | 1:48,89  |
| Bieg na 1500 m                | Ignacio Melecio                                                    | 3:46,66  | Jorge Poll                                                         | 3:46,71  | Félix Mesa                                                                     | 3:47,59  |
| Bieg na 5000 m                | Gerardo Alcalá                                                     | 14:11,91 | Germán Peña                                                        | 14:22,45 | Eduardo Navas                                                                  | 14:24,42 |
| Bieg na 10 000 m              | Gerardo Alcalá                                                     | 31:05,86 | Navel Parra                                                        | 31:10,99 | Eddy Ríos                                                                      | 31:16,50 |
| Maraton                       | Víctor Mora                                                        | 2:58:51  | Héctor Rodríguez                                                   | 2:59:35  | Juan Brito                                                                     | 3:01:31  |
| Bieg na 3000 m z przeszkodami | César Santiago                                                     | 8:48,8   | Rafael Colmenares                                                  | 8:49,9   | José Cobo                                                                      | 8:55,7   |
| Bieg na 110 m przez płotki    | Alejandro Casañas                                                  | 13,61    | Modesto Castillo                                                   | 13,79    | Ángel Bueno                                                                    | 13,93    |
| Bieg na 400 m przez płotki    | David Charlton                                                     | 50,07    | Greg Rolle                                                         | 50,87    | Victor Gómez                                                                   | 51,24    |
| Sztafeta 4 × 100 m            | Kuba Tomás González · Ángel Bueno · Israel Alfonso · Loreto Valdes | 39,81    | Bahamy Austin Albury · Joey Wells · Fabian Whymns · Ricardo Gray   | 40,34    | Wenezuela Hipólito Brown · Ángel Andrade · Alberto Paolo Lugo · Franco Francis | 40,64    |
| Sztafeta 4 × 400 m            | Kuba Lázaro Martínez · Agustín Pavó · Carlos Reyté · Roberto Ramos | 3:05,12  | Bahamy David Charlton · Allan Ingraham · Greg Rolle · Ricardo Gray | 3:07,06  | Wenezuela Eric Phillips · Aaron Phillips · Ramon Edison Reyes · b.d.           | 3:08,56  |
| Chód na 20 km                 | David Castro                                                       | 1:29:44  | Querubín Moreno                                                    | 1:29:54  | Marcelino Colín                                                                | 1:33:49  |
| Chód na 50 km                 | Arturo Bravo                                                       | 4:21:01  | Rolando Hernández                                                  | 4:46:36  | Félix Pérez                                                                    | 4:53:18  |
| Skok wzwyż                    | Jorge Alfaro                                                       | 2,25     | Clarence Saunders                                                  | 2,19     | Javier Sotomayor                                                               | 2,17     |
| Skok o tyczce                 | Edgardo Rivera                                                     | 5,20     | Brian Morrissette                                                  | 5,10     | Rubén Camino                                                                   | 5,00     |
| Skok w dal                    | Juan Felipe Ortiz                                                  | 8,04     | Joey Wells                                                         | 8,04     | Jaime Jefferson                                                                | 8,03     |
| Trójskok                      | Jorge Reyna                                                        | 16,95    | Lázaro Balcindes                                                   | 16,58    | Ernesto Torres                                                                 | 15,91    |
| Pchnięcie kulą                | Paul Ruiz                                                          | 17,76    | William Romero                                                     | 16,29    | Narciso Boué                                                                   | 15,90    |
| Rzut dyskiem                  | Bradley Cooper                                                     | 63,26    | Juan Martínez Brito                                                | 63,12    | Raúl Calderón                                                                  | 57,00    |
| Rzut młotem                   | Genovevo Morejón                                                   | 67,60    | Vicente Sánchez                                                    | 64,24    | Luis Martínez                                                                  | 56,90    |
| Rzut oszczepem                | Reinaldo Patterson                                                 | 79,76    | Martín Álvarez                                                     | 76,74    | Juan de la Garza                                                               | 75,22    |
| Dziesięciobój                 | Pedro Herrera                                                      | 7358     | Guillermo Sánchez                                                  | 7224     | Douglas Rosado                                                                 | 6974     |

### Kobiety
| Konkurencja                | 1. miejsce                                                               | Wynik   | 2. miejsce                                                                  | Wynik   | 3. miejsce                       | Wynik   |
| -------------------------- | ------------------------------------------------------------------------ | ------- | --------------------------------------------------------------------------- | ------- | -------------------------------- | ------- |
| Bieg na 100 m              | Luisa Ferrer                                                             | 11,52   | Pauline Davis                                                               | 11,60   | Susana Armenteros                | 11,66   |
| Bieg na 200 m              | Luisa Ferrer                                                             | 23,38   | Pauline Davis                                                               | 23,65   | Nilsa Paris                      | 23,70   |
| Bieg na 400 m              | Ana Fidelia Quirot                                                       | 52,89   | Mercedes Álvarez                                                            | 53,47   | Oralee Fowler                    | 54,57   |
| Bieg na 800 m              | Nery McKeen                                                              | 2:04,26 | María Ribeaux                                                               | 2:06,84 | Adriana Marchena                 | 2:09,20 |
| Bieg na 1500 m             | Eloína Kerr                                                              | 4:21,06 | Janice Carlo                                                                | 4:25,09 | Adriana Marchena                 | 4:26,57 |
| Bieg na 3000 m             | Sergia Martínez                                                          | 9:36,75 | Fabiola Rueda                                                               | 9:40,10 | María Cuesta                     | 9:58,61 |
| Bieg na 100 m przez płotki | Grisel Machado                                                           | 13,64   | Julieta Rosseaux                                                            | 14,19   | Angie Marie Regis                | 14,23   |
| Bieg na 400 m przez płotki | Alma Vázquez                                                             | 59,57   | Felicia Candelario                                                          | 1:00,06 | Vilma París                      | 1:00,84 |
| Sztafeta 4 × 100 m         | Bahamy Pauline Davis · Shonel Ferguson · Oralee Fowler · Joanne Major    | 45,26   | Portoryko Vilma París · Nilsa París · Margaret de Jesús · Madeline de Jesús | 46,69   | N/A                              | N/A     |
| Sztafeta 4 × 400 m         | Kuba Ana Fidelia Quirot · Mercedes Álvarez · Nery McKeen · Mercedes Mesa | 3:34,97 | Portoryko Vilma París · Nilsa París · Margaret de Jesús · Madeline de Jesús | 3:39,36 | Bahamy b.d. · b.d. · b.d. · b.d. | 3:54,37 |
| Skok wzwyż                 | Victoria Despaigne                                                       | 1,78    | Amalia Montes                                                               | 1,75    | Eunice Greene                    | 1,75    |
| Skok w dal                 | Shonel Ferguson                                                          | 6,65    | Madeline de Jesús                                                           | 6,49    | Adelina Polledo                  | 6,23    |
| Pchnięcie kulą             | Marcelina Rodríguez                                                      | 17,00   | Laverne Eve                                                                 | 14,75   | Lissete Martínez                 | 14,67   |
| Rzut dyskiem               | Carmen Romero                                                            | 58,58   | Hilda Ramos                                                                 | 57,80   | Yunaira Piña                     | 46,04   |
| Rzut oszczepem             | Iris de Grasse                                                           | 59,74   | María Beltrán                                                               | 56,40   | Mariela Riera                    | 53,84   |
| Siedmiobój                 | Victoria Despaigne                                                       | 5469    | Leyda Castro                                                                | 5178    | Genoveva Montano                 | 4870    |

## Klasyfikacja medalowa
*   Gospodarz ( Kuba)
| Miejsce | Reprezentacja                        | Złoto | Srebro | Brąz | Razem |
| ------- | ------------------------------------ | ----- | ------ | ---- | ----- |
| 1       | Kuba*                                | 26    | 15     | 18   | 59    |
| 2       | Meksyk                               | 5     | 2      | 2    | 9     |
| 3       | Bahamy                               | 4     | 7      | 4    | 15    |
| 4       | Portoryko                            | 2     | 4      | 5    | 11    |
| 5       | Dominikana                           | 2     | 3      | 0    | 5     |
| 6       | Kolumbia                             | 1     | 4      | 0    | 5     |
| 7       | Wenezuela                            | 0     | 2      | 9    | 11    |
| 8       | Wyspy Dziewicze Stanów Zjednoczonych | 0     | 1      | 0    | 1     |
| 8       | Bermudy                              | 0     | 1      | 0    | 1     |
| 8       | Gujana                               | 0     | 1      | 0    | 1     |
| 11      | Panama                               | 0     | 0      | 1    | 1     |
| Razem   | Razem                                | 40    | 40     | 39   | 119   |